# Kaskad, Kalix
Kaskad var en danslokal i centrala Kalix, Norrbottens län, och senare ett Folkets hus. Byggnaden finns kvar idag, men är i privat ägo och flyttad till byn Holmträsk. Ursprungligen stod den på Brunnsgatan i centrala Kalix.

## Historik
Det var Sixten Isaksson och Ingvar Åhl som startade Kaskad i slutet av 1960-talet, och drev dansstället som blev ett uppsving för Kalix uteliv. Efter några år drev Sixten Isaksson verksamheten i egen regi och i mitten av 1970-talet avslutade han verksamheten, och det var någon gång därefter som det blev Folkets hus. Kaskad plockades senare ner och byggnaden flyttades till Holmträsk för att ge plats åt det nya Folkets hus i Kalix.

## Artister som spelat på Kaskad
1974 spelade orkestern Rolf Åhmans från Älvsbyn på Kaskad.